# Patrik Kincl
Patrik Kincl (ur. 21 lipca 1989 w Hradcu Králové) – czeski zawodnik mieszanych sztuk walki (MMA). Mistrz federacji Gladiator Championship Fighting w wadze półśredniej z 2014. W latach 2022-2024 mistrz federacji Oktagon MMA w wadze średniej. Były zawodnik polskiej organizacji KSW.

## Kariera MMA

### Wczesna kariera
Karierę zawodową rozpoczął w 2007 roku od dwóch wygranych pojedynków na galach „Nord Bohemia Ring”. Następne dwie kolejne walki przegrał decyzjami. Od maja 2008 do marca 2009 stoczył w tym czasie 5 wygranych walk, z czego cztery na swoim terenie, a raz w Rosji. Kolejne cztery walki przegrał (m.in. z Aleksandrem Szlemienko, Augustem Wallenem, André Reindersem oraz Magnusem Cedenbladem), by ponownie wygrać pięć pojedynków z rzędu, a w tym zdobywając w 2014 mistrzowski pas Gladiator Championship Fighting (GCF) w wadze półśredniej. Kincl pojedynek mistrzowski zwyciężył w pierwszej rundzie, wygrywając przez TKO z Validem Abdurachmanovem.

### ACB/XFN
17 kwietnia 2015 wziął udział w ćwierćfinale turnieju ACB Welterweight Grand Prix 2015 bracket, organizowanym w wadze półśredniej, konfrontując się z Albiertem Durajewem. Pojedynek zwyciężył w trzeciej rundzie Rosjanin, poddając duszeniem trójkątnym nogami Kincla.
7 grudnia 2017 na gali XFN 6 pokonał Vitora Nóbrege przez techniczny nokaut w pierwszej rundzie.

### KSW
W 2019 podpisał kontrakt z polską Konfrontacją Sztuk Walki, by zawalczyć o mistrzowski pas wagi półśredniej z mistrzem Roberto Soldiciem, jednak wypadł z tego zestawienia z powodu kontuzji. Nowym rywalem Chorwata został Michał Pietrzak. 21 marca 2020 Kincl miał zmierzyć się z Michałem Materlą w wadze średniej, jednak gala została odwołana ze względu na pandemię koronawirusa.
19 grudnia 2020 podczas gali KSW 57: De Fries vs. Kita zadebiutował w klatce KSW. Rywalem Kincla został doświadczony Tomasz Drwal. Pojedynek w pierwszej rundzie zwyciężył Kincl, nokautując brutalnie prawym prostym Polaka.
5 czerwca 2021 Kincl stoczył drugi pojedynek dla polskiego giganta. Na wydarzeniu KSW 61: To Fight or Not To Fight przeciwnikiem Kincla został zwycięzca pierwszej edycji programu reality show „Tylko jeden”, Tomasz Romanowski. Walkę w drugiej rundzie zwyciężył Kincl przez TKO.
4 września 2021 podczas KSW 63: Crime of The Century skrzyżował rękawice z Roberto Soldiciem, w walce o tytuł Chorwata kategorii półśredniej. Walkę w trzeciej odsłonie zwyciężył przez TKO panujący wówczas mistrz.

### Oktagon MMA
W 2021 roku podpisał także kontrakt z federacją Oktagon MMA. 30 grudnia 2021 w Pradze na trzydziestej jubileuszowej gali Oktagon miał stoczyć walkę o pas mistrzowski wagi średniej z mistrzem Samuelem Krištofičiem, jednak walka została przeniesiona na nowy termin – 26 lutego 2022. W walce wieczoru gali Oktagon 31 po pięciu rundach odebrał pas mistrzowski Słowakowi.
19 września 2022 podczas wydarzenia Oktagon 35 przystąpił do pierwszej obrony pasa mistrzowskiego Oktagon MMA w wadze średniej, mierząc się z Francuzem, Alexem Lohoré. The Inspector w niespełna trzy minuty pokonał rywala przez techniczny nokaut.
W drugiej obronie mistrzowskiego pasa wagi średniej, na gali Oktagon 38 w praskiej O2 Arenie miał zmierzyć się w rewanżowym starciu z mistrzem wagi półciężkiej, Karlosem Vémolą. Na początku grudnia w mediach czesko-słowackiej organizacji ogłoszono, że Vémola musiał wycofać się z pojedynku z powodu problemów zdrowotnych. Po nieskutecznym negocjowaniu organizacji z zastępczymi rywalami Kincl odrzucił wszystkie opcje i wycofał się z pojedynku. Do mistrzowskiego rewanżu z Vémolą doszło ostatecznie 20 maja 2023 w Pradze na gali Oktagon 43. Po 25 minutach Kincl pewnie pokonał swojego oprawce sprzed lat, po raz drugi broniąc mistrzowskiego tytułu.
Następnie oczekiwano, że 29 grudnia 2023 podczas Oktagon 51: Tipsport Gamechanger Final przystąpi po raz trzeci do obrony mistrzostwa w dywizji średniej, jednak przez odniesioną kontuzję jego walka z Serbem, Vlasto Čepo została anulowana.
2 marca 2024 podczas walki wieczoru wydarzenia Oktagon 54 zawalczył z Polakiem, Piotrem Wawrzyniakiem. Czesko-polski pojedynek był starciem mistrza z tymczasowym mistrzem, doszło zatem do unifikacji pasów mistrzowskich Oktagon MMA w dywizji średniej. W trzeciej rundzie Kincl poddał Wawrzyniaka duszeniem trójkątnym rękoma, tym samym broniąc po raz trzeci tytuł.
21 kwietnia 2024 ogłoszono, że przedłużył kontrakt z Oktagon MMA i w kolejnej obronie mistrzowskiego pasa miał zmierzyć się z Matějem Peňázem 8 czerwca na gali Oktagon 58 w Pradze. Na niemal dwa tygodnie przed tym wydarzeniem czesko-słowacka organizacja poinformowała kibiców, że Kincl wypadł z walki z powodu kontuzji.
12 października 2024 na gali Oktagon 62: Bigger Than Ever, która odbyła się na niemieckim stadionie piłkarskim Deutsche Bank Park, zmierzył się z pochodzącym z Niemiec reprezentantem Turcji, Kerimem Engizkiem. Po pięciu rundach uległ rywalowi jednogłośnie na kartach punktowych, tym samym tracąc pas mistrzowski w wadze średniej. 
Podczas gali Oktagon 72: Vémola vs. Végh 3, która odbyła się 14 czerwca 2025 na stadionie Fortuna Arena w Pradze zawalczył o tymczasowy pas wagi średniej. Jego rywalem był dawny zawodnik UFC, Makhmud Muradov. Kincl ponownie przegrał jednogłośną decyzją sędziów. 

## Kariera bokserska
25 czerwca 2020 na gali MMAsters League odbywającej się w Kladnie zadebiutował w walce bokserskiej przeciwko Martinowi Velentcie. Pojedynek zwyciężył po czterech trzyminutowych rundach jednogłośną decyzją sędziowską. Starcie odbyło się w limicie do 90 kg.
Drugą walkę stoczył 27 grudnia 2021 podczas FNC – Fight Night Challenge w Brnie. Walkę przegrał jednogłośnie na punkty z Attilą Véghem. Starcie odbyło się w limicie do 98 kg na dystansie trzech trzyminutowych rund.

## Osiągnięcia

### Mieszane sztuki walki
- Gladiator Championship Fighting
  - 2014-2015: Mistrz GCF w wadze półśredniej[14]
- Oktagon MMA
  - 2022-2024: Mistrz Oktagon MMA w wadze średniej[29]

## Lista walk w MMA
| Wynik     | Bilans    | Przeciwnik (bilans przed walką) | Rozstrzygnięcie                                    | Runda | Czas | Rozgrywki                               | Data       | Miejsce             | Uwagi |
| --------- | --------- | ------------------------------- | -------------------------------------------------- | ----- | ---- | --------------------------------------- | ---------- | ------------------- | --- |
| Przegrana | 28-12 (1) | Makhmud Muradov (28-8. 1 NC)    | Decyzja (jednogłośna)                              | 5     | 5:00 | Oktagon 72: Vémola vs. Végh 3           | 14.06.2025 | Praga               | Pojedynek o tymczasowy pas mistrzowski Oktagon MMA w wadze średniej. Co-Main Event |
| Przegrana | 28-11 (1) | Kerim Engizek (20-4)            | Decyzja (jednogłośna)                              | 5     | 5:00 | Oktagon 62: Bigger Than Ever            | 12.10.2024 | Frankfurt nad Menem | Stracił pas mistrzowski Oktagon MMA w wadze średniej. Co-Main Event |
| Wygrana   | 28-10 (1) | Piotr Wawrzyniak (12-5)         | Poddanie (duszenie trójkątne rękoma)               | 3     | 1:50 | Oktagon 54: Kincl vs. Wawrzyniak        | 02.03.2024 | Ostrawa             | Obronił i zunifikował pas mistrzowski Oktagon MMA w wadze średniej. Main Event |
| Wygrana   | 27-10 (1) | Karlos Vémola (33-6)            | Decyzja (jednogłośna)                              | 5     | 5:00 | Oktagon 43: Kincl vs. Vémola 2          | 20.05.2023 | Praga               | Obronił pas mistrzowski Oktagon MMA w wadze średniej. Main Event |
| Wygrana   | 26-10 (1) | Alex Lohoré (21-7)              | TKO (ciosy pięściami)                              | 1     | 1:54 | Oktagon 35: Kincl vs. Lohoré            | 17.09.2022 | Brno                | Obronił pas mistrzowski Oktagon MMA w wadze średniej. Main Event |
| Wygrana   | 25-10 (1) | Samuel Krištofič (15-3)         | Decyzja (jednogłośna)                              | 5     | 5:00 | Oktagon 31: Krištofič vs. Kincl         | 26.02.2022 | Praga               | Zdobył pas mistrzowski Oktagon MMA w wadze średniej. Main Event |
| Przegrana | 24-10 (1) | Roberto Soldić (18-3)           | TKO (ciosy pięściami w parterze)                   | 3     | 2:59 | KSW 63: Crime of The Century            | 04.09.2021 | Warszawa            | Walka o pas mistrzowski KSW w wadze półśredniej. Main Event |
| Wygrana   | 24-9 (1)  | Tomasz Romanowski (13-7. 1NC)   | TKO (ciosy pięściami w parterze)                   | 2     | 3:36 | KSW 61: To Fight or Not To Fight        | 05.06.2021 | Gdańsk/Sopot        | Powrót do wagi półśredniej. |
| Wygrana   | 23-9 (1)  | Tomasz Drwal (22-5-1)           | KO (cios prawy prosty)                             | 1     | 4:23 | KSW 57: De Fries vs. Kita               | 19.12.2020 | Łódź                | |
| Wygrana   | 22-9 (1)  | Mattia Schiavolin (15-2-3)      | Decyzja (jednogłośna)                              | 3     | 5:00 | PFN – Prague Fight Night                | 27.06.2019 | Praga               | |
| Wygrana   | 21-9 (1)  | Petr Ondruš (8-7)               | Poddanie (duszenie zza pleców)                     | 1     | 1:35 | XFN 15: Marpo vs. Rytmus                | 27.12.2018 | Praga               | |
| Wygrana   | 20-9 (1)  | Aleksandr Dolotenko (20-9)      | TKO (ciosy pięściami)                              | 1     | 2:39 | XFN 13: Kincl vs. Dolotenko             | 10.11.2018 | Pardubice           | |
| Przegrana | 19-9 (1)  | Karlos Vémola (20-5)            | Decyzja (jednogłośna)                              | 3     | 5:00 | XFN 11 – Back to the O2 Arena           | 28.06.2018 | Praga               | Debiut i przejście do wagi średniej. Main Event |
| Wygrana   | 19-8 (1)  | Vitor Nóbrega (17-12-1)         | TKO (ciosy pięściami)                              | 1     | 4:29 | XFN 6: Ondruš vs. Vémola                | 07.12.2017 | Praga               | Limit umowny -81 kg. Co-Main Event |
| Wygrana   | 18-8 (1)  | Mohamed Sayah (7-4-1)           | Decyzja (jednogłośna)                              | 3     | 5:00 | XFN 5: Kincl vs. Sayah                  | 21.10.2017 | Pardubice           | Main Event |
| Wygrana   | 17-8 (1)  | Igor Fernandes (21-6)           | TKO (wysokie kopnięcie na głowę i ciosy pięściami) | 1     | 4:59 | ACB 63                                  | 01.07.2017 | Gdańsk              | Bonus za skończenie rywala przed czasem. |
| Nieodbyta | 16-8 (1)  | Arbi Agujew (28-7)              | No contest (zmiana werdyktu przez organizatora)    | 2     | 4:42 | ACB 52: Another Level of MMA Fighting   | 21.01.2017 | Wiedeń              | Początkowo zwycięstwo Kincla przez TKO (ciosy pięściami w parterze), jednak werdykt został zmieniony przez właściciela federacji na no contest, ze względu na zbyt szybkie przerwanie walki przez sędziego. Main Event |
| Wygrana   | 16-8      | Siergiej Chandożko (22-2-1)     | Decyzja (jednogłośna)                              | 3     | 5:00 | ACB 32: Battle of Lions                 | 26.03.2016 | Moskwa              | |
| Wygrana   | 15-8      | Renat Lyatifov (29-22)          | Decyzja (jednogłośna)                              | 3     | 5:00 | ACB 26: Grand Prix Final 2015           | 28.11.2015 | Grozny              | |
| Wygrana   | 14-8      | Robert Pukač (12-4-1)           | Decyzja (niejednogłośna)                           | 3     | 5:00 | Full Fight 1: Czechoslovakia vs. Russia | 30.05.2015 | Bańska Bystrzyca    | |
| Przegrana | 13-8      | Albiert Durajew (6-3)           | Poddanie (duszenie trójkątne nogami)               | 3     | 4:50 | ACB 16: Grand Prix Berkut 2015 Stage 3  | 17.04.2015 | Moskwa              | Ćwierćfinał turnieju ACB Welterweight Grand Prix 2015 bracket. |
| Wygrana   | 13-7      | László Soltész (22-10)          | TKO (ciosy pięściami)                              | 1     | ?    | GCF Challenge: Eastern Best 3           | 11.10.2014 | Pardubice           | |
| Wygrana   | 12-7      | Valid Abdurachmanov (6-7-1)     | TKO (ciosy pięściami)                              | 1     | 4:30 | GCF 27: Road to the Cage                | 21.03.2014 | Praga               | Zdobył pas mistrzowski GCF w wadze półśredniej. |
| Wygrana   | 11-7      | Peter Stacho (3-4)              | TKO (ciosy pięściami)                              | 1     | ?    | GCF 25 – Over the Top                   | 06.10.2013 | Pardubice           | |
| Wygrana   | 10-7      | Wanderson Silva (8-11)          | Poddanie (klucz na rękę)                           | 1     | 4:42 | CF – Cage Fighters 3                    | 28.07.2013 | Matosinhos          | |
| Wygrana   | 9-7       | Markus Di Gallo (12-7-1)        | Poddanie (klucz na rękę)                           | 1     | 4:25 | CFS 7 – Cage Fight Series 7             | 12.05.2013 | Graz                | |
| Przegrana | 8-7       | Magnus Cedenblad (4-3)          | TKO (ciosy pięściami)                              | 2     | 2:32 | Superior Challenge 5: Pride and Fury    | 01.05.2010 | Sztokholm           | |
| Przegrana | 8-6       | André Reinders (14-8-3)         | Decyzja (jednogłośna)                              | 3     | 5:00 | HC 5 – Hell Cage 5                      | 27.03.2010 | Praga               | |
| Przegrana | 8-5       | August Wallen (4-1)             | Poddanie (duszenie trójkątne nogami)               | 1     | 4:03 | The Zone FC 5 – Bushido                 | 07.11.2009 | Göteborg            | |
| Przegrana | 8-4       | Aleksandr Szlemienko (31-5)     | Decyzja (jednogłośna)                              | 3     | 5:00 | HC 4 – Hell Cage 4                      | 20.09.2009 | Praga               | |
| Wygrana   | 8-3       | Maxim Nevolia (4-1)             | Poddanie (duszenie zza pleców)                     | 1     | 4:26 | HC 3 – Hell Cage 3                      | 29.03.2009 | Praga               | |
| Wygrana   | 7-3       | Wasilij Kryłow (19-6-2)         | Poddanie (klucz na rękę)                           | 2     | 2:16 | MFC – Mix Fight Combat                  | 21.02.2009 | Niżny Nowogród      | Walka w wadze półśredniej. |
| Wygrana   | 6-3       | Tom Haddock (9-14)              | Poddanie (duszenie)                                | 1     | 2:39 | HC 2 – Hell Cage 2                      | 19.10.2008 | Praga               | |
| Wygrana   | 5-3       | Boquihu Boquihu (0-0)           | TKO                                                | 2     | ?    | FA 3 – Fight Arena 3                    | 14.06.2008 | ?                   | |
| Wygrana   | 4-3       | David Kedzuch (0-1)             | KO                                                 | 2     | 1:19 | GFF 7 – Gladiators Free Fight 7         | 25.05.2008 | Praga               | |
| Przegrana | 3-3       | Teemu Inkeroinen (2-2)          | Decyzja                                            | 2     | 5:00 | The Cage Vol. 10 – Neoblood             | 26.04.2008 | Helsinki            | |
| Wygrana   | 3-2       | Peter Kirkegaard (1-1. 1 NC)    | TKO                                                | 3     | 2:42 | FG 6 – Fighter Gala 6                   | 15.03.2008 | Odense              | |
| Przegrana | 2-2       | Nikolai Koubti (1-0)            | Decyzja                                            | 3     | ?    | XFC – Xtreme Fighting Championship      | 16.02.2008 | ?                   | |
| Przegrana | 2-1       | Tomáš Kužela (7-3)              | Decyzja (jednogłośna)                              | 2     | 5:00 | GFF 6 – Gladiators Free Fight 6         | 25.11.2007 | Praga               | |
| Wygrana   | 2-0       | Dawid Warchol (0-0)             | TKO (ciosy pięściami)                              | 3     | 2:13 | NBR 2 – Nord Bohemia Ring 2             | 14.07.2007 | ?                   | |
| Wygrana   | 1-0       | Tomas Majlar (0-0)              | ?                                                  | ?     | ?    | NBR 1 – Nord Bohemia Ring 1             | 25.03.2007 | ?                   | Debiut w zawodowym MMA |

## Lista walk w boksie
| Wynik     | Bilans | Przeciwnik (bilans przed walką) | Rozstrzygnięcie       | Runda | Czas | Rozgrywki                   | Data       | Miejsce | Uwagi                       |
| --------- | ------ | ------------------------------- | --------------------- | ----- | ---- | --------------------------- | ---------- | ------- | --------------------------- |
| Przegrana | 1-1    | Attila Végh (0-0)               | Decyzja (jednogłośna) | 3     | 3:00 | FNC – Fight Night Challenge | 27.12.2021 | Brno    | Limit 98 kg                 |
| Wygrana   | 1-0    | Martin Valenta (0-0)            | Decyzja (jednogłośna) | 4     | 3:00 | MMAsters League             | 25.06.2020 | Kladno  | Debiut w boksie. Limit 90kg |